# لوني ر. مور
لوني ر. مور (بالإنجليزية: Lonnie R. Moore)‏ هو ضابط أمريكي، ولد في 13 يوليو 1920، وتوفي في 10 يناير 1956 في Eglin Air Force Base ‏ في الولايات المتحدة.